# フィットネスパース

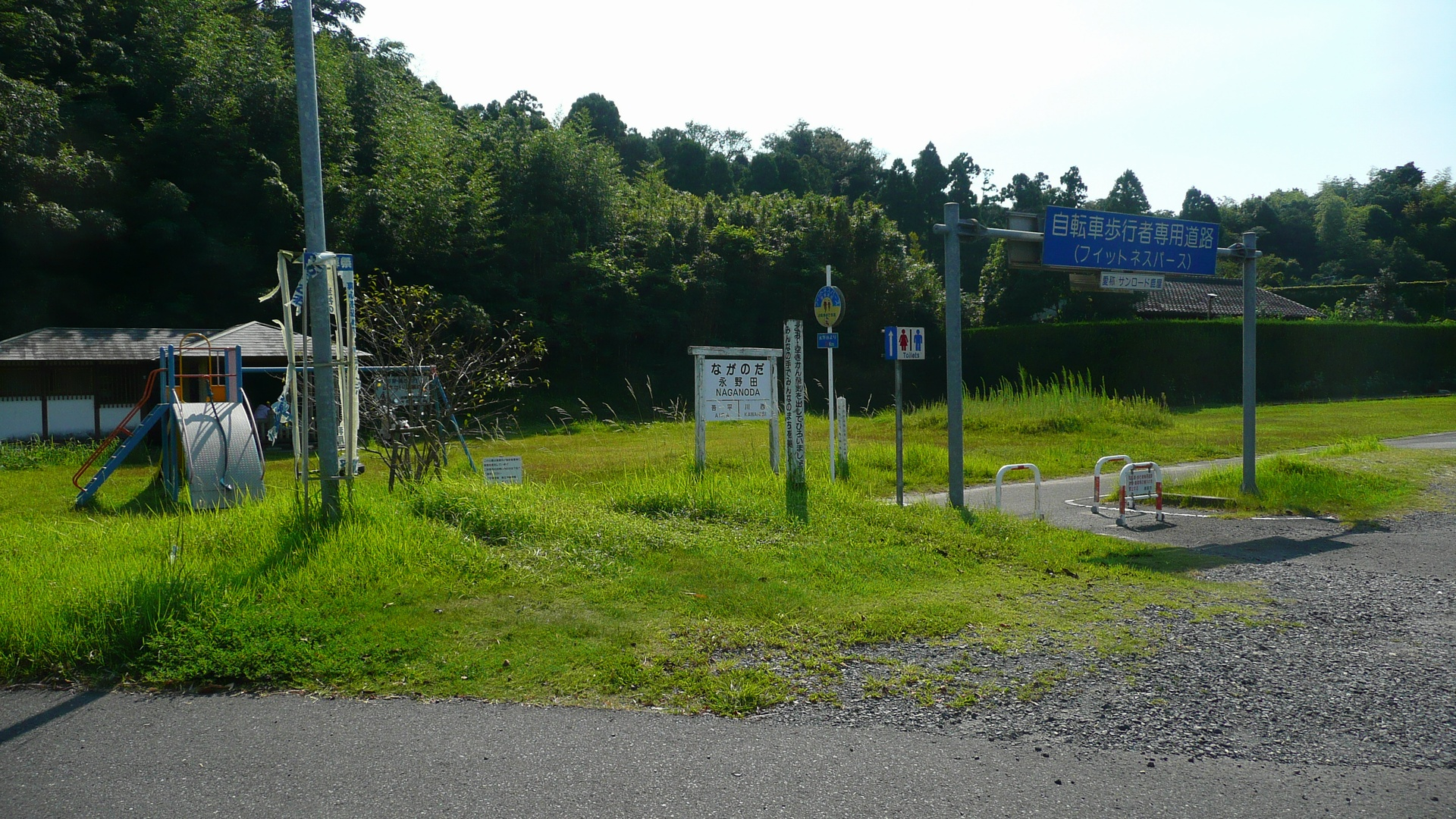
永野田駅跡

フィットネスパースは、鹿児島県鹿屋市にある自転車歩行者専用道路。サンロード鹿屋の愛称で親しまれている。
鹿屋市が1987年3月14日に廃止された日本国有鉄道大隅線の荒平駅跡から永野田駅跡までの22kmの区間を1989年度に約1億4,552万円をかけて取得。1990年度から1991年度にかけて整備し、1992年3月22日に開通した。市道としては1991年3月に指定された。
途中に、鹿屋鉄道記念館（鹿屋駅跡、現鹿屋市庁舎に隣接）がある。